# アンドリュー・ヒューズ
アンドリュー・ヒューズ（Andrew Hughes、1908年1月16日 - 1996年9月1日）は、トルコ出身の経営者、俳優である。日本の映画・テレビドラマに出演したことで知られている。名前はアンドリュウ・ヒューズ、アンドレ・ヒューズ、A・H・ヒューズと表記されることもある。最も有名な役は、1965年に日本で公開されたコメディ映画『大冒険』のヒットラー役である。

## キャリア
ヒューズはオスマン帝国で生まれ、本業は貿易商であるが、トルコでエキストラとして演技をしていたことが知られている。英語講師としても務めていた。
輸出入業のビジネスマンとして東京を拠点に活動していたヒューズは、1965年、公募していた「ヒットラーのそっくりさん」に採用されて『大冒険』に出演した。以降東宝クレージー映画に常連と言ってもいいほど多くの作品で、様々な西洋人の役で起用されている。首相、社長、教授、悪の組織の首領など作品の中でも重要な位置を占める役柄が多い他、上記のヒトラー以外にもマッカーサーやロジェストヴェンスキーなど実在の人物も複数回演じている。『世界大戦争』等、自らが出演していない作品でも外国人エキストラ達の通訳を担当するなど日本人スタッフとの仲介役としても活躍した。
同時期に日本で活動していた俳優のダン・ユマ（ロバート・ダンハム）は、当時の日本で「欧米系俳優」として活動していた人物のほとんどがトルコ系であったと断言している。トルコ革命後、多くのトルコ人が徴兵を逃れるために中国経由で日本に逃れてきたからである。

## 出演作品

### 映画
- 大東亜戦争と国際裁判 （1959年、新東宝） - マッカーサー
- 暗黒街の顔役 （1959年、東宝） - カジノの客
- 潜水艦イ-57降伏せず （1959年、東宝） - ペルジュ（某国外交官）[9]
- 宇宙大戦争 （1959年、東宝） - 会議出席者[要出典]
- 最後の航海 （1960年、アメリカ映画）
- 香港の白い薔薇 （1965年8月25日、東宝） - ジャック・モーガン
- クレージー映画
  - 大冒険 （1965年、東宝） - ヒットラー[10]
  - クレージー黄金作戦 （1967年、東宝） - キッド・ゴールド
  - クレージーの怪盗ジバコ （1967年、東宝） - アルカ・ホネ
  - 日本一の裏切り男 （1968年、東宝） - マッカーサー
  - クレージーの大爆発 （1969年、東宝） - Z
- 海底大戦争 （1966年、東映） - ハワード教授
- 黄金バット （1966年、東映） - パール博士
- キングコングの逆襲 （1967年、東宝） - 国連新聞記者[9]
- 乱れ雲 （1967年11月18日、東宝） - カナダ人の男
- 100発100中 黄金の眼 （1968年、東宝） - ボス（ストンフェラー）
- 怪獣総進撃 （1968年、東宝） - スチーブンソン博士[1][11]
- ニュージーランドの若大将 （1969年、東宝） - ジョン・オハラ
- 緯度0大作戦 （1969年、東宝） - モーリス・ポーリー卿[要出典]
- 日本海大海戦 （1969年、東宝） - ロジェストヴェンスキー司令官[9]
- 戦後秘話 宝石略奪 （1970年、東映）
- トラ・トラ・トラ! （1970年、20世紀フォックス） - 駐日大使館員
- だまされて貰います （1971年4月29日、東宝） - エンパイヤ・アマルガム・テクニクスの社長
- 日本沈没 （1973年、東宝） - オーストラリア首相[9][11]
- エスパイ （1974年、東宝） - P・B[9]
- 不毛地帯 （1976年、東宝） - ラッキードの社長
- さよならジュピター （1984年、東宝）

### テレビドラマ
- ローンウルフ 一匹狼
- キイハンター
- 不毛地帯（1979年、毎日放送）